# Meera Menon
 (mars 2019).
Si vous disposez d'ouvrages ou d'articles de référence ou si vous connaissez des sites web de qualité traitant du thème abordé ici, merci de compléter l'article en donnant les références utiles à sa vérifiabilité et en les liant à la section « Notes et références ».
Pour les articles homonymes, voir Menon (homonymie).
Meera Menon est une réalisatrice, scénariste et monteuse américaine d'origine indienne.

## Biographie
Meera Menon vit et travaille à Los Angeles avec son mari, le cinéaste Paul Gleason.

## Filmographie partielle

### Comme réalisatrice
- 2009 : Mark in Argentina (court-métrage, également scénariste)
- 2013 : Farah Goes Bang (également scénariste)
- 2016 : Equity

### À la télévision
- The Punisher saison 2 Episode 11 : Réalisatrice
- Miss Marvel : co-réalisatrice avec Adil El Arbi, Bilall Fallah et Sharmeen Obaid-Chinoy
- 2025 : Nouvelle vie à Ransom Canyon (Ransom Canyon)